# Doom Mons
Pour les articles homonymes, voir Doom (homonymie).
Le Doom Mons (traduisible en français par Mont Destin) est une montagne située sur Titan. Il a été nommé en référence au Mont Destin, une montagne de la Terre du Milieu.